# Piaski (powiat grudziądzki)
Piaski – wieś w Polsce położona w województwie kujawsko-pomorskim, w powiecie grudziądzkim, w gminie Grudziądz.

## Podział administracyjny
W latach 1975–1998 miejscowość należała administracyjnie do województwa toruńskiego.

## Demografia
Według Narodowego Spisu Powszechnego (III 2011 r.) wieś liczyła 416 mieszkańców. Jest jedenastą co do wielkości miejscowością gminy Grudziądz.

## Komunikacja publiczna
Komunikację do wsi zapewniają linie autobusowe Gminnej Komunikacji Publicznej.